# Andrew Archibald Paton
Andrew Archibald Paton (geb. 1811; gest. 1874) war ein britischer Schriftsteller und Diplomat. 
Er war Privatsekretär von Colonel George Hodges in Ägypten in den Jahren 1839–1840 und schloss sich später der politischen Abteilung der Briten in Syrien unter Colonel Hugh Henry Rose (später Baron Strathnairn) an. Er erhielt den Rang eines stellvertretenden Generalquartiermeisters (deputy assistant quartermaster-general). Paton stand unter anderem in diplomatischen Diensten in Wien und Mesolongi. Paton wanderte 25-jährig zu Fuß von Neapel nach Wien und bereiste auch Osteuropa, Syrien und Ägypten. Er ist Verfasser eine Reihe von Reisewerken und historischen Werken.

## Publikationen (Auswahl)
- A History of the Egyptian Revolution, from the Period of the Mamelukes to the Death of Mohammed Ali : From Arab and European memoirs, oral tradition, and local research. Second Edition, 2 Bde.
- The modern Syrians; or native society in Damascus, Aleppo, and the mountains of the Druses, from notes made 1841, 2, 3, by an Oriental student. London Longman, 1844
- Die heutigen Syrier oder gesellige und politische Zustände der Eingeborenen in Damaskus, Aleppo und im Drusengebirg : geschildert nach den an Ort und Stelle in den Jahren 1841 bis 1843 gemachten Aufzeichnungen eines Reisenden ; aus dem Englischen übersetzt und mit statistischen Nachrichten aus der Handschrift des Verfassers vermehrt. Paton. 1845  (Reisen und Länderbeschreibungen der älteren und neuesten Zeit)
- Servia, the youngest member of the European family: or, a residence in Belgrade, and travels in highlands and woodlands of the interior, during the years 1843 and 1844. London: Longman, Brown, Green, and Longmans. 1845
- Highlands and Islands of the Adriatic. London: Chapman and Hall 1849
- Researches on the Danube and the Adriatic; or, the contributions to the modern history of Hungary and Transylvania, Dalmatia and Croatia, Servia and Bulgaria. Leipzig: F. A. Brockhaus 1861
- Henry Beyle:  A Critical and Biographical Study. 1874